# Ulica Emilii Plater w Bydgoszczy
Ulica Emilii Plater – jedna z ulic bydgoskich Bielaw, biegnąca od ul. Powstańców Wielkopolskich na południu do ul. Karola Chodkiewicza na północy.

## Historia
Ulica została wytyczona około roku 1920, kiedy podmiejska Gmina Bielawki została włączona do Bydgoszczy. Ze względu na lokalizację w sąsiedztwie tzw. kolonii willowej, zabudowa ulicy stanowi część luksusowego osiedla okazałych willi miejskich.
Dla domów jedno- i dwurodzinnych wznoszonych przez prywatnych inwestorów przy ul. Emilii Plater miejscy architekci przygotowali ścisłe wytyczne. W celu powstania harmonijnych kompleksów domów na plan ulicy naniesiono linie zabudowy niemieckiego urbanisty Josepha Stübbena, autora m.in. generalnego planu zabudowy Wiednia i projektu przebudowy Dzielnicy Cesarskiej w Poznaniu. Oś ulicy podkreślał szpaler drzew.

## Zabudowa
Najstarszą zabudowę ulicy tworzą modernistyczne 3-kondygnacyjne wille miejskie z ogrodami od strony podwórza. Bryły niektórych budynków wyróżniają się występowaniem wykuszy, ryzalitów, podcieni wejściowych. W roku 1969 przy ul. Emilii Plater pobudowano 4-kondygnacyjne budynki mieszkalne wielorodzinne. W 2007 roku ukończono realizację Apartamentów Emilia.